# Matúš Bubeník
Matúš Bubeník (Hodonin, 18. veljače 1990.) je slovački atletičar specijaliziran za skok u vis., osvajač srebrnog odličja na Univerzijadi u Gyeongjuu 2015. Svoj prvi seniorski nastup za Slovačku ostvario je na Svjetskom prevenstvu u atletici 2015. u Pekingu, gdje je preskočivši 2,17 metara zauzeo 37. mjesto.
Njegov osobni rekord u dvorani iznosi 2,31 metara, a vani 2,29 metara, te je oba ta rekorda postavio tijekom 2015. u Banskoj Bystrici.

## Vanjske poveznice
- Matúš Bubeník na iaaf.org